# Erica mackaiana
Erica mackaiana är en ljungväxtart. Erica mackaiana ingår i släktet klockljungssläktet, och familjen ljungväxter.

## Underarter
Arten delas in i följande underarter:
- E. m. andevalensis
- E. m. mackaiana